# Percy Lau
 Percy Lau (Arequipa, 1903 — Rio de Janeiro, 1972) foi um ilustrador e desenhista peruano radicado no Brasil.
Retratou todos os tipos e aspectos do Brasil e seus desenhos a bico de pena possuem uma técnica e precisão até hoje inigualadas, tamanho o detalhamento de sombras, quantidade de elementos no quadro e composição da cena.
Venceu o Prémio Jabuti 1964 pelas ilustrações da obra Santa Maria do Belém, Grão Pará.

## Biografia
Percy Alfred Lau era desenhista, dedicando-se, quase que exclusivamente, a fazer ilustrações com bico de pena. Contratado pelo IBGE para ilustrar seus livros, viajou o Brasil de norte a sul, estudando paisagens e tipos humanos registrando os costumes da vida do interior, fixando, em imagens, os hábitos regionais, o folclore, o comportamento do povo brasileiro e o cotidiano de inúmeras cidades e vilarejos.
Seu trabalho faz parte do acervo do Museu Nacional de Belas-Artes do Brasil, que possui gravuras, desenhos, capas de livros e grande parte da documentação iconográfica produzida em mais de 30 anos de atividade no Brasil.
Fez também as ilustrações do livro Vila dos Confins, de Mário Palmério, cuja ação se passa no oeste mineiro na década de 1950. Muitas de suas ilustrações foram também utilizadas em livros didáticos de geografia, como os do professor Aroldo de Azevedo.
Em 1944, ilustrou o livro "Arraial do Tijuco, Cidade de Diamantina", do prof. Aires da Mata Machado Filho, com paisagens da cidade.

## Livros ilustrados por Percy Lau
Arraial do Tijuco, cidade de Diamantina / Aires da Mata Machado Filho. RJ, 1945.
Arruar. História pitoresca do Recife antigo / Mário Sette. 2a ed. RJ, 2001?
Casas do patrimônio. Brasília, 2010.
Ciclo do carro de bois no Brasil / Bernardino José de Souza. SP, 1958.
O ciclo do couro no Nordeste / José Alípio Goulart. RJ, 1966.
A cidade colonial / Nelson Omegna. RJ, 1961.
Os dois amores / Joaquim Manuel de Macedo. RJ, 1966.
Engenhos de rapadura do Cariri / José de Figueiredo Filho. RJ, 1958.
Estado do Rio de Janeiro / Alcione José Asta et alii. RJ, 1959.
A estância gaúcha / Dante de Laytano. RJ, 1952.
A fazenda de café em São Paulo / Olavo Baptista Filho. RJ, 1952.
Geografia física e humana do Brasil, para a terceira série ginasial / Delgado de Carvalho. 8a ed. SP, 1949.
O homem no vale do São Francisco / Donald Pierson. RJ, 1972.
Maxambombas e maracatus / Mário Sette. RJ, 1958.
Memórias da rua do Ouvidor / Joaquim Manuel de Macedo. RJ, 1966.
Minas Gerais / (col.). RJ, 1955.
O môço loiro / Joaquim Manuel de Macedo. RJ, 1966.
A moreninha / Joaquim Manuel de Macedo. 9a ed. SP, 1963.
As mulheres de mantilha, romance histórico / Joaquim Manuel de Macedo. 3a ed. SP, 1965.
Mutirão : Formas de ajuda mútua no meio rural / Clovis Caldeira. SP, 1956.
Origem da imoralidade no Brasil : História da formação do caráter nacional / Abelardo Romero. RJ 1967.
Rio Grande do Sul / Alcione José Asta et alii. RJ, 1956.
Santa Maria de Belém do Grão Pará, instantes e evocações da cidade / Leandro Tocantins. RJ, 1963.
O seringal e o seringueiro / Arthur Cezar Ferreira Reis. RJ, 1953.
Teófilo Ottoni, ministro do povo / Paulo Pinheiro Chagas. 2a ed. RJ, 1956.
Tipos e aspectos do Brasil, excertos da Revista brasileira de Geografia / (col.). RJ, 1940, e reedições.
Tradições populares da pecuária nordestina / Luís da Câmara Cascudo. RJ, 1956.
Vila dos confins / Mário Palmério. RJ, 1956, e reedições.